# Ptolemaj (ime)
Ptolemaj (starogrško Πτολεμαῖος, latinizirano: Ptolemaios) je moško osebno ime, ki izhaja iz stare grščine in pomeni 'vojskujoč'. Izhaja iz homerskogrškega πτόλεμος, ptolemos, dob. »vojna«. Ime se je uporabljalo po vsem grškem svetu, vendar je bilo še posebej priljubljeno v antični Makedoniji in med njenim plemstvom. Najzgodnejša zabeležena uporaba imena je v Homerjevi Iliadi. V helenističnem obdobju je Ptolemaj I. Soter, general Aleksandra Velikega, ustanovil dinastijo Ptolemajcev, ki je vladala svojemu kraljestvu v starodavnem Egiptu. Vsi moški vladarji dinastije so nosili ime »Ptolemaj«, zadnji med njimi je bil Ptolemaj XII. Auletes, oče Kleopatre. Pogoste različice imena so Ptolemaeus (latinsko), Tolomeo (italijansko) in Talmai (hebrejsko).

## Znani nosilci
- Ptolemaj, starogrški astronom
- Ptolemaj I. Soter, staromakedonski general, diadoh
- Ptolemaj II. Filadelf, egipčanski faraon
- Ptolemaj III. Everget, egipčanski faraon
- Ptolemaj IV. Filopator, egipčanski faraon
- Ptolemaj V. Epifan, egipčanski faraon
- Ptolemaj VI. Filometor, egipčanski faraon
- Ptolemaj VII. Neo Filopator, egipčanski faraon
- Ptolemaj VIII. Everget, egipčanski faraon
- Ptolemaj IX. Filometor Soter II., egipčanski faraon
- Ptolemaj X. Aleksander I., egipčanski faraon
- Ptolemaj XI. Aleksander II., egipčanski faraon
- Ptolemaj XII. Neo Dioniz, egipčanski faraon
- Ptolemaj XIII. Teo Filopator, egipčanski faraon